# Wendy Kimani
Wendy Kimani (sinh ngày 18 tháng 5 năm 1986) là một ca sĩ, nhạc sĩ, diễn viên và nghệ sĩ người Kenya. Cô trở nên nổi bật sau khi trở thành người đầu tiên trong mùa giải thứ hai của dự án Tusker Project Fame. Là một ca sĩ, cô được biết đến với những bài hát của mình; "Haiwi Haiwi", "Chali". Cô phát hành album đầu tay của mình được lấy tên là My Essence, ra mắt vào tháng 8 năm 2013. Là một nữ diễn viên, cô được biết đến với vai chính trong bộ phim truyền hình, Rush.

## Tuổi thơ
Kimani sinh năm 1986 và lớn lên ở Nairobi, ở Kenya. Cô đã phát triển tài năng ca hát của mình bằng cách lắng nghe nhạc của các nhạc sĩ khác.

## 2008: Danh tiếng với dự án Tusker
Vào tháng 3 năm 2008, Wendy và những người tham gia khác đã chiến đấu tại các cuộc thử giọng TPF 2, nơi cô được chọn cả ở buổi thử giọng và tại buổi khiêu vũ. Sau 71 ngày làm việc trong học viện, cô chỉ bị đưa vào vòng kiểm tra hai lần (lần thứ hai mỗi thí sinh duy nhất còn lại bị ban giám khảo đưa ra kiểm tra cho trận bán kết). Vào ngày 22 tháng 6 năm 2008, Kimani đã không giành được giải nhất trị giá 5 triệu ksh với người thắng cuộc là Esther Nasaaba, một người Uganda. Trong số những người lọt vào vòng chung kết có cô, Nasaaba, David là người thứ ba và Victor chiếm vị trí thứ tư.

### 2012–13
Vào ngày 13 tháng 8 năm 2013, Kimani đã phát hành album đầu tay của mình, My Essence, được cách điệu thành ME.